# Efgani Dönmez

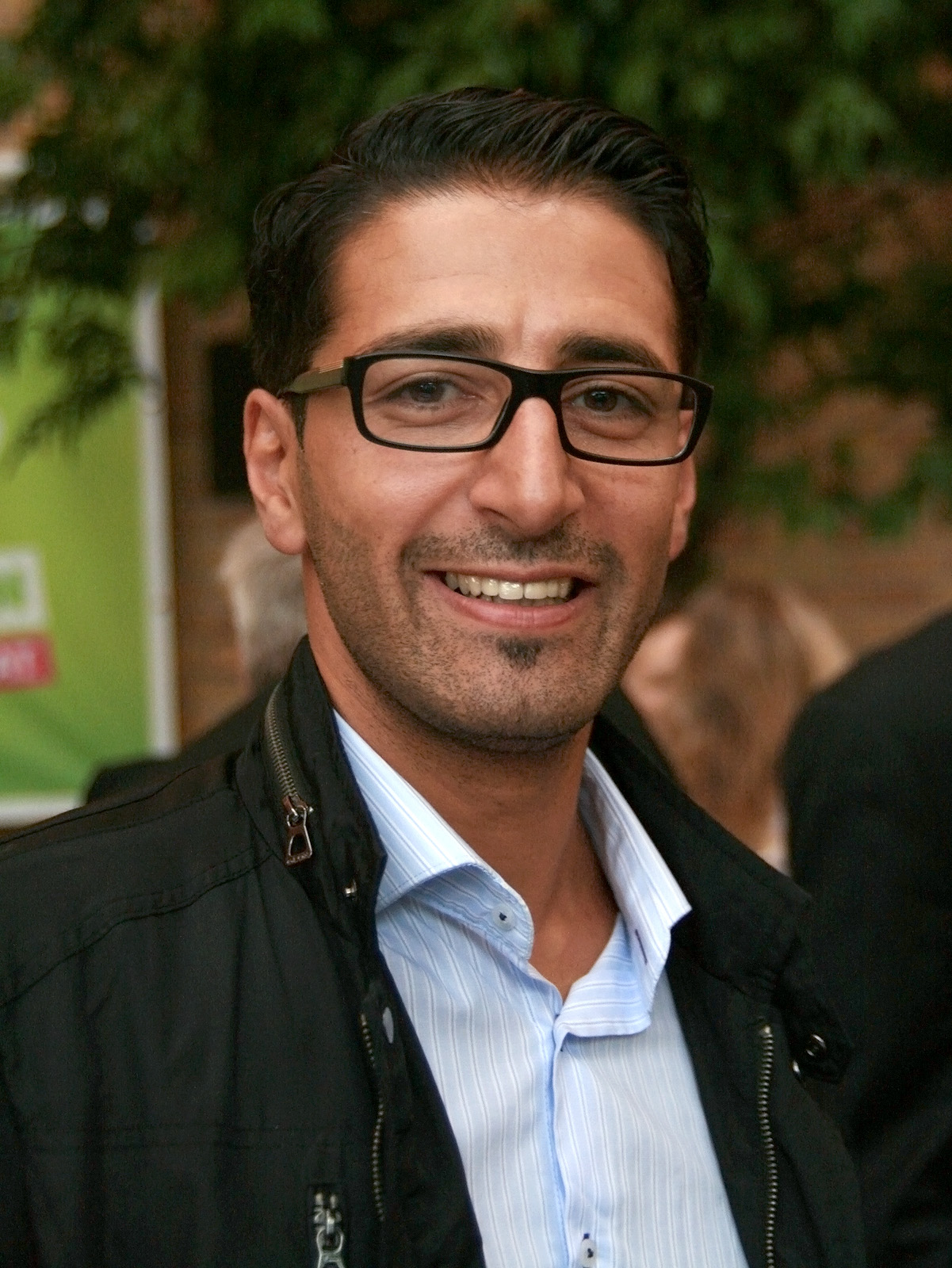
Efgani Dönmez (2013)

Efgani Dönmez (* 30. Oktober 1976 in Kangal, Sivas, Türkei) ist ein österreichischer Sozialarbeiter, Unternehmensberater und Politiker türkischer Herkunft (derzeit parteilos; zuvor Die Grünen bzw. ÖVP). Von 2008 bis 2015 war er vom Oberösterreichischen Landtag entsandtes Mitglied des Bundesrates. Vom 9. November 2017 bis zum 22. Oktober 2019 war er Abgeordneter zum Nationalrat.

## Werdegang
Dönmez kam mit seiner Familie Ende 1976 nach Österreich. Er besuchte die Volksschule in Pinsdorf, danach die Hauptschule und die polytechnische Schule in Gmunden. Sein erster erlernter Beruf ist Gas-Wasser-Heizungstechniker und von 1998 bis 2002 arbeitete er als Installateur und Hausmeister. An der Universität Linz absolvierte er von 1997 bis 1999 den Studienberechtigungslehrgang und im Anschluss von 2000 bis 2004 die Linzer Landesakademie für Sozialarbeit für Berufstätige. An der Universität Linz studierte er 2008/2009 Konfliktmanagement und Mediation (Abschluss als PMM, Professional Master of Mediation, 2010). Daneben war er seit 2000 in verschiedenen Bereichen bei der Volkshilfe Oberösterreich tätig, wo er 1999/2000 auch seinen Zivildienst ableistete, zuerst in der Hausaufsicht eines Jugendprojekts, später in der Öffentlichkeitsarbeit, als Sozialarbeiter und in der Betreuung von Flüchtlingen und Migranten. Seit 2006 ist er Lektor an der Fachhochschule für Sozialarbeit. Dönmez ist auch als Unternehmensberater und im Projektmanagement tätig. Er publiziert in unterschiedlichen Medien, wie den Oberösterreichischen Nachrichten, wo er eine eigene Kolumne "Dönmez Direkt" wöchentlich Kommentare zu gesellschaftspolitischen Themenstellungen schrieb. Er schreibt als Gastautor in diversen Publikationen, wie der VGN-Mediengruppe im "Oberösterreich Magazin" und vielen anderen Zeitschriften, Zeitungen und Magazinen. 

### Politik
Seit 2000 engagierte sich Dönmez bei Projekten der Teilorganisation der Grünen-OÖ Die Grünen Interkulturell. 2006 wurde er in den Vorstand der Grünen in der Stadt Linz und 2007 in den jenen der Grünen Bildungswerkstatt gewählt.
Im Zuge der Proteste in der Türkei 2013 gegen die Regierung unter Ministerpräsident Recep Tayyip Erdoğan meinte Dönmez in einem Kommentar auf seiner Facebook-Seite, bezugnehmend auf einen Artikel der Boulevardzeitung Heute über eine in Wien geplante Kundgebung, zu der rund 5.000 Anhänger Erdoğans erwartet werden, „5000 One-Way-Tickets und keiner würde denen nachweinen...“. Von Seiten der Grünen erntete er dafür deutliche Kritik. Ebenfalls via Facebook wies Grünen-Bundesgeschäftsführer Stefan Wallner die Aussagen Dönmez’ zurück, denn die Grünen könnten „nicht einerseits die Politik Erdoğans kritisieren, der friedliche Andersdenkende mit Tränengas und Wasserwerfern gewaltsam bekämpfen lässt, und anderseits gleichzeitig Zwangsmaßnahmen für hier lebende Andersdenkende fordern.“ Während in Österreich lebende Anhänger Erdoğans wie in der Gruppierung New Vienna Turks seinen Rücktritt forderten, fand er bei anderen, wie der Initiative Liberaler Muslime Österreich, Unterstützung. Wenige Tage später nahm Dönmez seine Aussage zurück, da es eine „unglückliche, überspitzt getätigte Formulierung und eine Grenzverletzung“ gewesen sei.
In den Nachbetrachtungen zu den Kontroversen um den Wiener Akademikerball 2014 beklagte Dönmez die „Doppelmoral“ der Grünen. Er bekundete in seinem Blog, dass ihm die „Doppelmoral“ aus den eigenen Reihen „bitter aufstößt“. Diese ortete er – versichernd, dass er für keine Seite Sympathie hege – darin, dass „national-islamistische Strömungen, welche auf Wiens Straßen ‚Wir sind Soldaten Erdoğans‘ skandieren“, aus grüner Sicht „unter Meinungsfreiheit und Menschenrechte“ fallen. „Aber wenn Ballbesucher mit einem deutschnationalen Weltbild und sonstigem rechten Gedankengut diesen besuchen, dann wird dagegen massiv gewettert und versucht dies mit (fast) allen Mitteln zu bekämpfen.“
Am 16. Oktober 2015 wurde Dönmez von den oberösterreichischen Grünen nicht mehr als Bundesrat nominiert; an seiner statt zog David Stögmüller aus Braunau in den Bundesrat ein. Dönmez kommentierte dies damit, dass bei den Grünen „Querdenker in den eigenen Reihen unerwünscht“ seien.
Im Oktober 2016 lud Dönmez den Sprecher der Identitären Bewegung Österreich (IBÖ), Martin Sellner, in der Talkshow Talk im Hangar-7 ein, mit ihm ein Flüchtlingsheim zu besuchen, damit dieser vielleicht seine Sichtweise ändern würde. Nachdem ihm Ende Mai 2017 dieser Besuch mit Sellner in einem Asylwerberheim vom zuständigen oberösterreichischen Landesrat Rudi Anschober (Die Grünen) mit Unterstützung des Landesparteivorstands der Grünen in Oberösterreich untersagt wurde, erklärte Dönmez seinen Austritt aus der Partei. Zur Begründung sagte er gegenüber der Tageszeitung Der Standard, dass die Entscheidung des Landesrats, hinter den sich in der Folge auch die Spitze der oberösterreichischen Grünen gestellt habe, zeige, dass die Grünen seiner Meinung nach „immer mehr zu einer Sekte“ würden. Anderen Medienberichten zufolge stand der Parteiaustritt auch im Zusammenhang mit einem Angebot, bei der Nationalratswahl 2017 auf der ÖVP-Liste von Sebastian Kurz zu kandidieren.
Am 3. Juli 2017 stellte Dönmez in Berlin einer Pressekonferenz die von ihm gegründete europäische Bürgerinitiative „Stop Extremism“ vor, für die er als Vorsitzender des Unterstützungskomitees („Chair of Support Committee“) fungiert. Als „prominente Mitstreiterin“ konnte Dönmez die Berliner Frauenrechtlerin und Imamin Seyran Ateş für das Vorhaben gewinnen, dessen Ziel es ist, „eine Million Unterschriften in zumindest sieben europäischen Staaten zu erreichen, um [eine] EU-Richtlinie durchzusetzen, die Schlupflöcher bei der Bekämpfung von Extremismus schließen und europaweit einen effektiven Schutz vor Extremismus etablieren soll“. Einem Bericht der deutschen Tageszeitung Die Welt zufolge ist „Kernpunkt“ des von „Stop Extremism“ vorgeschlagenen Gesetzentwurfs „die doppelte Forderung nach einem europaweiten Gütesiegel, das vergeben werden soll an Firmen, Institutionen und so weiter, die sich gegen Extremisten wenden. Außerdem eine europaweite ‚Warnliste‘ von Individuen, Organisationen und Institutionen, die als Extremisten gelten“. Die Zeitung erblickte hierin „den Versuch, einen europäischen McCarthyismus zu institutionalisieren“. 2023 kündigte die EU-Kommission eine Überprüfung der Finanzen dieser Bürgerinitiative an, da vermutet wird, dass ausländische Staaten (Vereinigte Arabische Emirate) bei der Finanzierung mitgeholfen hätten. An die Öffentlichkeit gelangte interne Chats der Gruppe enthalten Aufforderungen die Muslimbruderschaft, die Türkei und Katar zu attackieren, Saudi-Arabien jedoch nicht zu erwähnen.
Am 7. Juli 2017 wurde bekannt gegeben, dass er bei der Nationalratswahl als Experte für Integration und Asyl auf Platz fünf der Liste Kurz kandidieren soll. Eine Aufnahme in die ÖVP lehnte er jedoch in einem Zeitungsinterview im August 2017 ausdrücklich ab.
Dönmez sah sich Anfang September 2018 mit Rücktrittsforderungen konfrontiert, nachdem er sich auf Twitter über die Staatssekretärin und Bevollmächtigte des Landes Berlin beim Bund Sawsan Chebli (SPD) beleidigend geäußert hatte. Dönmez hatte auf die Frage eines Twitter-Nutzers, wie Sawsan Chebli zu ihrem Amt gekommen sei, geantwortet: „Schau dir mal ihre Knie an, vielleicht findest du da eine Antwort.“ Dönmez entschuldigte sich für seinen Tweet und wollte ihn nicht sexistisch verstanden wissen. Einen Tag nach Bekanntwerden des Tweets entschied sich der Parlamentsklub der ÖVP, Dönmez auszuschließen. Ab dem 4. September 2018 bis zum 22. Oktober 2019 war er fraktionsloser Abgeordneter zum Nationalrat.
Im Dezember 2022 nahm Dönmez in Wien an einer Diskussion über den russischen Überfall auf die Ukraine teil, die vom ehemaligen österreichischen Vizekanzler Heinz-Christian Strache (Ex-FPÖ) moderiert wurde. Dabei sagte Dönmez, es werde uns „ein Narrativ vorgesetzt, eine Geschichte, die wir unreflektiert anzunehmen haben. Ich sage als Mediator: Ich möchte auch einen Herrn Putin verstehen“. Weiter meinte Dönmez, der Krieg sei ein Stellvertreterkrieg der Großmächte, in dem militärische Ausrüstung getestet werde. Die EU agiere lediglich als „Vasallenstaat“ der USA, denen Putin mit dem Krieg einen Gefallen getan habe.

## Auszeichnungen
- 2016: Goldenes Ehrenzeichen des Landes Oberösterreich[29]

## Veröffentlichungen
- Das Verhalten zählt, nicht die Herkunft. Leykam Buchverlag, 2017, ISBN 978-3-7011-8063-9.